# Psicologia clinica
La psicologia clinica è una delle principali branche teorico-applicative della psicologia. Comprende lo studio scientifico e le applicazioni della psicologia in merito alla comprensione, prevenzione ed intervento nelle problematiche psicologiche e relazionali, a livello individuale, familiare e di gruppo, comprese anche le attività di promozione e mantenimento del benessere psicologico e il trattamento di molte forme di psicopatologia.

## Oggetto e metodi
Assetti centrali della sua pratica sono le applicazioni cliniche delle attività di prevenzione, valutazione, abilitazione-riabilitazione e sostegno psicologico, con particolare (ma non esclusivo) riferimento alla psicodiagnostica e agli interventi di aiuto e sostegno, compresi quelli strettamente psicoterapeutici, che costituiscono un particolare sottoinsieme di modalità di intervento clinico specialistico rivolto soprattutto alla presa in carico delle situazioni dove è presente una psicopatologia strutturata.
In un senso più ampio, l'operato dello psicologo clinico si rivolge alla prevenzione primaria delle condizioni di disagio personale e relazionale; alla promozione del benessere psicologico e psicosociale; all'identificazione precoce delle problematiche o patologie; al corretto inquadramento dei fattori psicologici, personologici, familiari, relazionali, ambientali e contestuali che generano e mantengono il disturbo o la difficoltà psicologica; alla gestione clinica, tramite consulenze, colloqui e diverse tecniche di sostegno psicologico, dei principali tipi di difficoltà personali, famigliari, gruppali e comunitarie; all'abilitazione/riabilitazione nelle problematiche emotive, relazionali, comportamentali o cognitive che fossero non integralmente risolvibili; al sostegno in situazioni di crisi emotiva, relazionale o decisionale del cliente. Il termine "clinico" non si esaurisce appunto, come erroneamente a volte si ritiene, nella pratica psicoterapeutica. Esso deriva dal greco clinè (letto), e nella prospettiva medica stava ad indicare la cura fornita al capezzale del malato.
L'erronea equivalenza "psicologia clinica = psicoterapia" è probabilmente individuabile nel significato etimologico del termine, associato ad una prospettiva di intervento medico piuttosto che psicologico. L'intervento clinico in psicologia riguarda la psicopatologia, il suo trattamento e quindi le finalità terapeutiche. La psicologia clinica diviene quindi l'uso di strumenti di tipo psicologico per finalità clinica (osservazione, diagnosi, cura). Il termine "clinico" sia in medicina che in psicologia è diventato sinonimo di intervento terapeutico, e quindi viene riferito alla "patologia".
In termine clinico in psicologia, oltre alla psicopatologia, può essere comunque esteso al "prendersi cura di" (to care) e quindi è applicato anche nelle situazioni di "normalità", per facilitare e sostenere il benessere e lo sviluppo cognitivo, emotivo e relazionale del soggetto. Il doppio significato del termine, nella medicina rispetto alla psicologia, ha dato origine a non pochi equivoci sul ruolo della Psicologia Clinica stessa nelle sue applicazioni. Nelle declaratorie ufficiali italiane delle discipline universitarie, la psicologia clinica è rubricata nel Settore Scientifico Disciplinare (SSD) "M-PSI/08", stabilito dal Ministero dell'istruzione, dell'università e della ricerca.
In effetti la storia della psicologia clinica è stata segnata dalla diatriba concernente il passaggio dal modello medico al modello psicologico (detto anche a volte "modello biopsicosociale" o più ampiamente "biopsicoambientale") di intervento, dato che il primo si era mostrato insufficiente e spesso inappropriato per rispondere a tutte le esigenze di chi richiede un trattamento psicologico.
La psicologia clinica è caratterizzata, altresì, non solo dai suoi possibili ambiti di applicazione, ma anche dall'assunzione di un particolare vertice osservativo, e di una specifica metodologia conoscitiva e d'intervento.
In particolare, oltre all'attenzione al dato nomotetico, essa può essere connotata come scienza idiografica, quindi volta anche allo studio di ogni singolo caso nella sua specificità (v. Immagine idiografica).
La cornice epistemologica psicologico-clinica sottolinea:
- La stretta interrelazione individuo-contesto, che rende importante considerare anche la rete relazionale ed ambientale nel quale è inserito il soggetto;
- La centralità della relazione tra clinico e consultante;
- L'importanza di un setting adeguato, co-costruito, che dia la possibilità di attribuire un senso alla relazione; anche se il concetto di "setting" può essere soggetto a variazioni in base all'idealogia di riferimento.
- Il cambiamento, oltre ad essere visto come "terapia di un disturbo" (il termine disturbo sostituisce l'anacronistico termine malattia non applicabile ai problemi "mentali"), può essere osservato anche come sviluppo dell'individuo verso modalità simbolico-rappresentazionali, e quindi comportamentali-relazionali, che possano essere più funzionali al suo contesto di vita.

## Aspetti storici e normativi
A livello storico, la pratica psicologico-clinica ha iniziato a svilupparsi nei primi anni del Novecento, in parallelo all'articolazione dell'attività psicodiagnostica (spesso in connessione ad esigenze militari). Nella prima metà del XX secolo gli psicologi si sono occupati soprattutto di psicodiagnostica e di valutazione; nella seconda metà del secolo hanno gradualmente iniziato ad occuparsi sempre di più anche di aspetti clinici, preventivi e psicoterapeutici, secondo diversi orientamenti teorici.
In Italia, una teorizzazione coerente e sistematizzata della psicologia clinica cominciò ad aver luogo alla fine degli anni 60, portando poi alla nascita, nel 1982, della Rivista di Psicologia Clinica, fondata ad opera di Carli, Canestrari e Bertini.
In Italia, l'esercizio della professione, e delle attività di merito nell'ambito della psicologia clinica, è riservato per legge ai soli Psicologi, regolarmente iscritti all'albo professionale (cui si accede con 5 anni di studi universitari di Psicologia, 1 anno di tirocinio ed un Esame di Stato; L.56/89). Lo psicologo è infatti quel professionista della salute che utilizza strumenti conoscitivi e d'intervento in ambito psicologico (art. 1 L. 56/89) per finalità sanitarie di diagnosi, cura e riabilitazione in ambito psicologico (D.M. 17/05/2002). 
Per l'esercizio della Psicoterapia, è necessaria un'ulteriore specializzazione post lauream di 4 anni, presso una scuola universitaria o una privata riconosciuta dal Ministero dell'istruzione, dell'università e della ricerca (MIUR). La psicoterapia però è applicabile anche dal medico specializzato in psicoterapia e viene rilasciata per mero titolo di equipollenza anche ai medici specialisti in psichiatria e neuropsichiatria infantile e agli specialistici psicologi in area psicologica.
Quindi di fatto la psicoterapia non può nei fatti della legislazione italiana essere considerata una "cura psicologica" o una "terapia psicologica" (cura e terapia sono sinonimi) perché il medico-psicoterapeuta non diventa psicologo quindi non può utilizzare strumenti psicologici riservati allo psicologo. Questa posizione viene in sostanza confermata anche con la sentenza n. 4483 del 23 agosto 2007 la Sezione VI del Consiglio di Stato ha stabilito che la specializzazione in Psicologia Clinica è accessibile esclusivamente agli psicologi, mentre prima lo era anche ai medici. Dunque, lo Specialista in Psicologia Clinica è uno Psicologo regolarmente iscritto al proprio Albo professionale, che ha conseguito un'ulteriore Specializzazione in Psicologia Clinica presso una scuola di specializzazione universitaria della durata di 4 anni. Va specificato che il termine "psicologo clinico" è di libero utilizzo anche dagli psicologi che operano nel settore clinico non specialisti in psicologica clinica, mentre esclusivamente lo specialista è l'unico che può utilizzare il titolo di "specialista in psicologia clinica".

## Orientamenti teorici
La cornice teorica della psicologia clinica è ampia e variegata. Tuttavia, possono essere individuate quattro grandi aree teoriche, entro le quali si muovono la maggior parte degli psicologi clinici:
- Psicodinamica/Psicoanalitica
- Cognitivo-comportamentale
- Umanistico-esistenziale
- Sistemico-relazionale

Ognuno di questi modelli implica una relazione formale tra professionista e cliente - di solito un individuo, una coppia, una famiglia o un piccolo gruppo - e impiega una serie di procedure intese a formare una forte alleanza terapeutica, esplorare la natura dei problemi psicologici e incoraggia nuovi modi di pensare, sentire o comportarsi.
Esiste inoltre un crescente movimento che va nella direzione dell'integrazione dei vari approcci. Gli psicologi clinici sempre più spesso esaminano i vari punti di forza e di debolezza di ogni orientamento teorico. Il risultato è una pratica crescente di eclettismo, con molti psicologi che apprendono vari sistemi e i metodi di terapia più efficaci con l'intento di fornire la migliore soluzione per ogni dato problema.